# Quatre morceaux caractéristiques
Quatre morceaux caractéristiques is een compositie van Christian Sinding. Het is een van de vele verzamelingen werkjes voor piano solo die de componist opleverde. Er zijn (anno 2013) geen opnamen meer voorhanden, echter de bladmuziek is (nog) volop leverbaar.
De vier stukjes zijn:
1. Minuetto in allegretto
2. Nocturne in cantando
3. A la burla in allegretto
4. Scherzo in prestissimo